# موهيت سيهغال
موهيت سيهغال ممثل هندي، أول دور له كان سنة 2008 في مسلسل ميلي جاب هوم توم (عندما التقينا أنا وأنت) مع كل من الممثلة سنايا إيراني، ارجون بيجلاني وراتي باندي ونال المسلسل شهرة واسعة في الهند، وتجدر الإشارة إلى أنه في هذا المسلسل تعرف على زوجته سنايا إيراني وكسب العديد من الجوائز لهذا الدور[بحاجة لمصدر]، وبعدها شارك في برنامج زارا ناش ديكا بجانب زوجته سنايا وكان ذلك في عام 2010 ومن ثم قام بتجسيد دور حيدر بمسلسل قبول (الجزء الثاني)، وفي عام 2015 عرض مسلسله سوراجيني.

## روابط خارجية
- موهيت سيهغال على موقع IMDb (الإنجليزية)